# Џејмс Флоренс
Џејмс Флоренс (енгл. James Florence; Маријета, Џорџија, 31. мај 1988) је амерички кошаркаш. Игра на позицији плејмејкера.

## Биографија
Флоренс је колеџ каријеру провео на универзитету Мерсер где је играо од 2006. до 2010. Након што није изабран на НБА драфту 2010. каријеру почиње у Европи. Прву сезону је провео у екипи Игокее, а затим следи боравак у украјинском Кривбасу где остаје до јануара 2013. када прелази у Солнок Олај до краја сезоне. Сезону 2013/14. проводи у Фантомс Брауншвајгу, а наредну сезону почиње у екипи Задра. Са Задранима остаје до марта 2015. када напушта клуб и прелази у турску ТЕД Анкару до краја сезоне. У јулу 2015. потписује једногодишњи уговор са француском екипом Париз Левалоа. Међутим, сарадњу са њима раскида већ у октобру исте године и потом прелази у Цибону до краја сезоне. Од јула 2016. био је члан Зјелоне Горе.

## Успеси

### Клупски
- Зјелона Гора:
  - Првенство Пољске (1): 2016/17.
  - Куп Пољске (1): 2017.

### Појединачни
- Најкориснији играч Првенства Пољске (1): 2018/19.
- Најкориснији играч финала Првенства Пољске (1): 2016/17.